# 3 Women
3 Women (lit. ‘3 dones’) és una pel·lícula estatunidenca de Robert Altman, estrenada l'any 1977.

## Argument
La jove Pinky Rose, arribada a Califòrnia des del fons de Texas, és contractada al centre termal de readaptació per tercera edat dirigida pel metge Mass i la Srta. Bunweil. Confien el seu aprenentatge a « Millie » Lammoreaux, una altra texana. És una dona molt sofisticada que s'identifica amb un esvelt iris groc, color que compon tot el seu univers (el seu vestuari, pis i cotxe). Millie repeteix a qui la vol la sentir els seus trucs i receptes en revistes femenines, i troba en Pinky Rosa un auditori amatent i admiratiu mentre que apunta vanament els senyors-metges del centre. Tots els migdies, els va a sorprendre en el seu refectori on, un dia, fixa al tauló la seva investigació de col·locació: Pinky postula immediatamenT.

## Repartiment
- Shelley Duvall: « Millie », Mildred Lammoreaux
- Sissy Spacek: Pinky Rosa
- Janice Rule: Willie Hart
- Robert Fortier: Edgar Hart
- Ruth Nelson: Madame Rose
- John Cromwell: Senyor Rose
- Sierra Pecheur: Srta. Bunweil
- Craig Richard Nelson: el doctor Maas
- Maysie Hoy: Doris
- Belita Moreno: Alzira
- Leslie Ann Hudson: Polly
- Patricia Ann Hudson: Peggy
- Beverly Ross: Deidre
- John Darvey: el doctor Morton

## Premis i nominacions

### Premis
- Festival de Canes 1977: premi d'interpretació femenina a Shelley Duvall.[2]
- Nova York Film Critics Circle 1977: Sissy Spacek, millor actriu en un segon paper.[3]

### Nominacions
- Festival de Canes 1977: Robert Altman nominat per la Palma d'or.[2]
- BAFTA 1978: Shelley Duvall nominada pel BAFTA a la millor actriu.[4]

## Rodatge
- Interiors: Studios Twentieth Century Fox
- Exteriors: Desert Hot Springs/Vallée de Coachella, Palm Springs (Califòrnia)